# Прапор Бобриці
Пра́пор Бо́бриці — офіційний символ села Бобриця Ємільчинського району Житомирської області, затверджений 6 червня 2013 р. рішенням № 40 XXII сесії Березниківської сільської ради VI скликання.

## Опис
Квадратне полотнище поділене горизонтально на чотири смуги жовтого, червоного, синього і зеленого кольору (5:1:1:1). На верхній смузі біля древка повний герб висотою 3/7 прапора.
Автор — Володимир Косинський.